# Championnat d'Europe masculin de rink hockey des moins de 20 ans 2012
Navigation
Championnat d'Europe masculin -20 ans 2010 Championnat d'Europe masculin -20 ans 2014
Le championnat d'Europe de rink hockey masculin des moins de 20 ans 2012 se déroule du 29 octobre au 3 novembre 2012 à Saint-Omer en France.

## Déroulement
La compétition est divisée en deux phases.
Durant la phase de poules, les 8 équipes sont réparties dans deux groupes où chaque participant rencontre une fois tous ses adversaires. Lors de cette première phase, les équipes se voient attribuer respectivement 3 points, 1 point et 0 point pour une victoire, un nul et une défaite.
La phase finale, toutes les équipes participantes sont qualifiées pour les quarts de finale, quelle que soit leur place dans le groupe. Les équipes échouant au stade des quarts de finale se rencontrent ensuite dans un tournoi afin de déterminer le classement final.

## Équipes
| Groupe A  |
| --------- |
| Allemagne |
| France    |
| Pays-Bas  |
| Portugal  |

| Groupe B   |
| ---------- |
| Angleterre |
| Espagne    |
| Italie     |
| Suisse     |

## Phase de poule

### Première journée:29octobre2012
| Entraîneur :  |
| Joaquim Pauls |

| Entraîneur :  |
| Carlos Amaral |

| Entraîneur :  |
| Joaquim Pauls |

| Entraîneur :  |
| Carlos Amaral |

| Entraîneur :    |
| Gaetano Marozin |

| Entraîneur :     |
| Florian Brentini |

| Entraîneur :    |
| Gaetano Marozin |

| Entraîneur :     |
| Florian Brentini |

| Entraîneur :   |
| Marc Berenbeck |

| Entraîneur : |
| Luis Duarte  |

| Entraîneur :   |
| Marc Berenbeck |

| Entraîneur : |
| Luis Duarte  |

| Entraîneur : |
| Eric Marquis |

| Entraîneur :      |
| Hans-Werner Meier |

| Entraîneur : |
| Eric Marquis |

| Entraîneur :      |
| Hans-Werner Meier |

### Deuxième journée:30octobre2012
| Entraîneur : |
| Luis Duarte  |

| Entraîneur :      |
| Hans-Werner Meier |

| Entraîneur : |
| Luis Duarte  |

| Entraîneur :      |
| Hans-Werner Meier |

| Entraîneur :  |
| Carlos Amaral |

| Entraîneur :    |
| Gaetano Marozin |

| Entraîneur :  |
| Carlos Amaral |

| Entraîneur :    |
| Gaetano Marozin |

| Entraîneur :     |
| Florian Brentini |

| Entraîneur :  |
| Joaquim Pauls |

| Entraîneur :     |
| Florian Brentini |

| Entraîneur :  |
| Joaquim Pauls |

| Entraîneur :   |
| Marc Berenbeck |

| Entraîneur : |
| Eric Marquis |

| Entraîneur :   |
| Marc Berenbeck |

| Entraîneur : |
| Eric Marquis |

### Troisième journée:31octobre2012
| Entraîneur :      |
| Hans-Werner Meier |

| Entraîneur :   |
| Marc Berenbeck |

| Entraîneur :      |
| Hans-Werner Meier |

| Entraîneur :   |
| Marc Berenbeck |

| Entraîneur :     |
| Florian Brentini |

| Entraîneur :  |
| Carlos Amaral |

| Entraîneur :     |
| Florian Brentini |

| Entraîneur :  |
| Carlos Amaral |

| Entraîneur :  |
| Joaquim Pauls |

| Entraîneur :    |
| Gaetano Marozin |

| Entraîneur :  |
| Joaquim Pauls |

| Entraîneur :    |
| Gaetano Marozin |

| Entraîneur : |
| Eric Marquis |

| Entraîneur : |
| Luis Duarte  |

| Entraîneur : |
| Eric Marquis |

| Entraîneur : |
| Luis Duarte  |

### Classement

#### Groupe A
| Rang | Équipe    | Pts | J | G | N | P | Bp | Bc | Diff |
| ---- | --------- | --- | - | - | - | - | -- | -- | ---- |
| 1    | Portugal  | 9   | 3 | 3 | 0 | 0 | 37 | 2  | +35  |
| 2    | France    | 4   | 3 | 1 | 1 | 1 | 11 | 9  | +2   |
| 3    | Allemagne | 4   | 3 | 1 | 1 | 1 | 16 | 14 | +2   |
| 4    | Pays-Bas  | 0   | 3 | 0 | 0 | 3 | 0  | 39 | -39  |

#### Groupe B
| Rang | Équipe     | Pts | J | G | N | P | Bp | Bc | Diff |
| ---- | ---------- | --- | - | - | - | - | -- | -- | ---- |
| 1    | Espagne    | 9   | 3 | 3 | 0 | 0 | 18 | 4  | +14  |
| 2    | Italie     | 6   | 3 | 2 | 0 | 1 | 14 | 7  | +7   |
| 3    | Suisse     | 3   | 3 | 1 | 0 | 2 | 9  | 14 | -5   |
| 4    | Angleterre | 0   | 3 | 0 | 0 | 3 | 3  | 19 | -16  |

## Phase finale
|  | Quarts de finale        | Quarts de finale        |                       |                       | Demi-finales           | Demi-finales           |   |  | Finale                | Finale                |
|  | Quarts de finale        | Quarts de finale        |                       |                       | Demi-finales           | Demi-finales           |   |  | Finale                | Finale                |
|  |                         |                         |                       |                       |                        |                        |   |  |                       |                       |
|  | 1er novembre 2012 16h00 | 1er novembre 2012 16h00 |                       |                       | 2 novembre 2012 19h00  | 2 novembre 2012 19h00  |   |  | 3 novembre 2012 20h30 | 3 novembre 2012 20h30 |
|  | 1er novembre 2012 16h00 | 1er novembre 2012 16h00 |                       |                       | 2 novembre 2012 19h00  | 2 novembre 2012 19h00  |   |  | 3 novembre 2012 20h30 | 3 novembre 2012 20h30 |
|  | Portugal                | 14                      |                       |                       | 2 novembre 2012 19h00  | 2 novembre 2012 19h00  |   |  | 3 novembre 2012 20h30 | 3 novembre 2012 20h30 |
|  | Portugal                | 14                      |                       |                       | 2 novembre 2012 19h00  | 2 novembre 2012 19h00  |   |  | 3 novembre 2012 20h30 | 3 novembre 2012 20h30 |
|  | Angleterre              | 1                       |                       |                       | 2 novembre 2012 19h00  | 2 novembre 2012 19h00  |   |  | 3 novembre 2012 20h30 | 3 novembre 2012 20h30 |
|  | Angleterre              | 1                       | Portugal              | 11                    |                        |                        |   |  | 3 novembre 2012 20h30 | 3 novembre 2012 20h30 |
|  | 1er novembre 2012 19h00 |                         | Portugal              | 11                    |                        |                        |   |  | 3 novembre 2012 20h30 | 3 novembre 2012 20h30 |
|  |                         | Allemagne               | 1                     |                       |                        |                        |   |  | 3 novembre 2012 20h30 | 3 novembre 2012 20h30 |
|  | Allemagne               | Allemagne               | 1                     | 5                     |                        |                        |   |  | 3 novembre 2012 20h30 | 3 novembre 2012 20h30 |
|  | Allemagne               |                         |                       | 5                     |                        |                        |   |  | 3 novembre 2012 20h30 | 3 novembre 2012 20h30 |
|  | Italie                  | 2                       |                       |                       |                        |                        |   |  | 3 novembre 2012 20h30 | 3 novembre 2012 20h30 |
|  | Italie                  | 2                       | Portugal              | 4                     |                        |                        |   |  |                       |                       |
|  | 1er novembre 2012 17h30 |                         | Portugal              | 4                     |                        |                        |   |  |                       |                       |
|  |                         | Espagne                 | 3                     |                       |                        |                        |   |  |                       |                       |
|  | Pays-Bas                | Espagne                 | 3                     | 0                     |                        |                        |   |  |                       |                       |
|  | Pays-Bas                | 2 novembre 2012 20h30   |                       | 0                     |                        |                        |   |  |                       |                       |
|  | Espagne                 | 9                       |                       |                       |                        |                        |   |  |                       |                       |
|  | Espagne                 | 9                       | Espagne               | 6                     |                        |                        |   |  |                       |                       |
|  | 1er novembre 2012 20h30 | 1er novembre 2012 20h30 | Espagne               | 6                     | Match pour la 3e place | Match pour la 3e place |   |  |                       |                       |
|  | 1er novembre 2012 20h30 | 1er novembre 2012 20h30 |                       | France                | Match pour la 3e place | Match pour la 3e place | 0 |  |                       |                       |
|  | France                  | 8                       | 3 décembre 2012 19h00 | 3 décembre 2012 19h00 |                        |                        | 0 |  |                       |                       |
|  | France                  | 8                       | 3 décembre 2012 19h00 | 3 décembre 2012 19h00 |                        |                        |   |  |                       |                       |
|  | Suisse                  | 2                       |                       | France                | 3                      |                        |   |  |                       |                       |
|  | Suisse                  | 2                       |                       | France                | 3                      |                        |   |  |                       |                       |
|  |                         |                         |                       |                       |                        |                        |   |  | Allemagne             | 2                     |
|  |                         |                         |                       |                       |                        |                        |   |  | Allemagne             | 2                     |